# Odontomachus banksi
Odontomachus banksi är en myrart som beskrevs av Auguste-Henri Forel 1910. Odontomachus banksi ingår i släktet Odontomachus och familjen myror. Inga underarter finns listade i Catalogue of Life.